# بلدة هاريسفيل (ميشيغان)
هاريسفيل (بالإنجليزية: Harrisville Township, Michigan)‏ هي بلدة تقع بولاية ميشيغان في الولايات المتحدة. تبلغ مساحتها 78.6 (كم²)، وترتفع عن سطح البحر 222 م، بلغ عدد سكانها 1348 نسمة في عام تعداد الولايات المتحدة 2010 حسب إحصاء مكتب تعداد الولايات المتحدة وتصل الكثافة السكانية فيها 17.2 نسمة/كم2.

## وصلات خارجية
- The US50 - Cities and Towns in Michigan State
- Michigan Cities and Towns, Facts, Map, Flag, Colleges, Government, and More